# Audrey Geisel University House
L'Audrey Geisel University House – autrefois appelée William Black House – est une maison américaine à San Diego, dans le comté de San Diego, en Californie. Construite en 1950-1951 dans le style Pueblo Revival, elle est inscrite au Registre national des lieux historiques depuis le 2 mai 2008. Elle sert aujourd'hui de résidence officielle au chancelier de l'université de Californie à San Diego.